# Fangalabola
Fangalabola (Deborrea malgassa) là một loài bướm đêm thuộc họ Psychidae bản địa Madagascar. 
Nhộng loài này được người ta sử dụng làm thực phẩm.